# Elasis hirsuta
Elasis es un género monotípico con una única especie, Elasis hirsuta (Kunth) D.R.Hunt, de plantas de la familia Commelinaceae. 
Es originario de Ecuador.

## Descripción
Tiene tallos que alcanzan un tamaño de hasta 1.5 m, robustos, erectos, postrados o decumbentes, moderadamente ramificados, verdes o purpúreos. Hojas de 9-20 x 3-6 cm, oblongo-oblanceoladas o angostamente obovadas, abruptamente largamente acuminadas, subpecioladas por encima de la vaina, firmemente membranáceas, no suculentas, verde intenso y a veces con rayas plateadas en el haz, plateadas y/o purpúreas en el envés, pelosas a glabras; vainas frecuentemente hirsutas. Brácteas de la inflorescencia desiguales, ovadas, agudas, la externa 3-8 cm, la interna 1.5-3 cm; bractéolas 2-4 x 1-2 mm, oblongo-ovadas, asimétricas, hirsutas; pedicelos cortos. Sépalos c. 5 mm, conniventes en un tubo, hirsutos; tubo de los pétalos y estambres c. 1 mm; lobos de los pétalos blancos. Cápsula y semillas desconocidas. Tiene un número de cromosomas de 2n=16.

## Taxonomía
Elasis hirsuta fue descrita por (Kunth) D.R.Hunt y publicado en Kew Bulletin 33(2): 332. 1978.
Sinonimia
- Tradescantia hirsuta Kunth in F.W.H.von Humboldt (1816).[2]
- Campelia hirsuta Standl.
- Tradescantia schippii[3]